# Giuseppe de Fabris
Giuseppe de Fabris (* 19. August 1790 in Nove, Provinz Vicenza; † 22. August 1860 in Rom) war ein italienischer Bildhauer, Präsident der römischen Accademia di San Luca und Generaldirektor der Vatikanischen Museen. Er schuf neben Porträtbüsten vor allem Grabdenkmäler.

## Leben

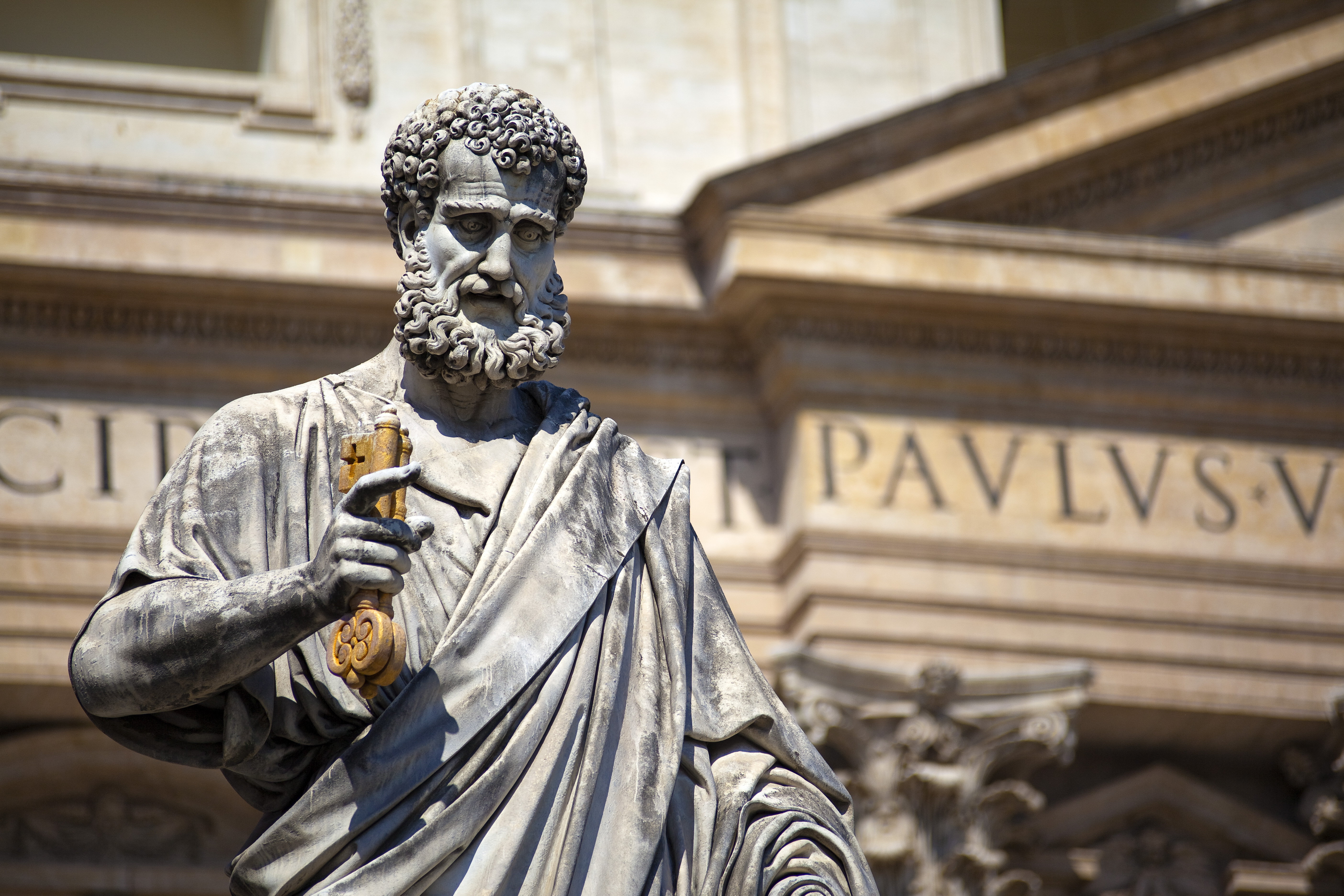
Statue des Petrus vor dem Petersdom in Rom

De Fabris erhielt den ersten Zeichenunterricht in der Werkstatt des Malers Giacomo Ciesa in Vicenza. 1808 zog die Familie nach Mailand, der damaligen Hauptstadt Italiens, wo er in der Domwerkstatt arbeitete und die Akademie besuchte. 1813 wurde er mit einem Preis der Accademia della Brera ausgezeichnet. Das mit dem Preis verbundene Stipendium erlaubte ihm einen Studienaufenthalt in Rom. In Rom vollendete er seine  künstlerische Ausbildung  in der Scuola del Nudo im Palazzo Venezia, in der Accademia Lombardo-Veneta und bei Canova. De Fabris war Mitarbeiter von Antonio Canova, der ihn künstlerisch stark beeinflusst hat.
Von De Fabris stammt der Genius auf dem Grabmal Canovas in der Frarikirche in Venedig.
De Fabris Zeichnungen werden in der Bibliothek des Instituto d’Arte in Nove aufbewahrt.

## Werke (Auswahl)

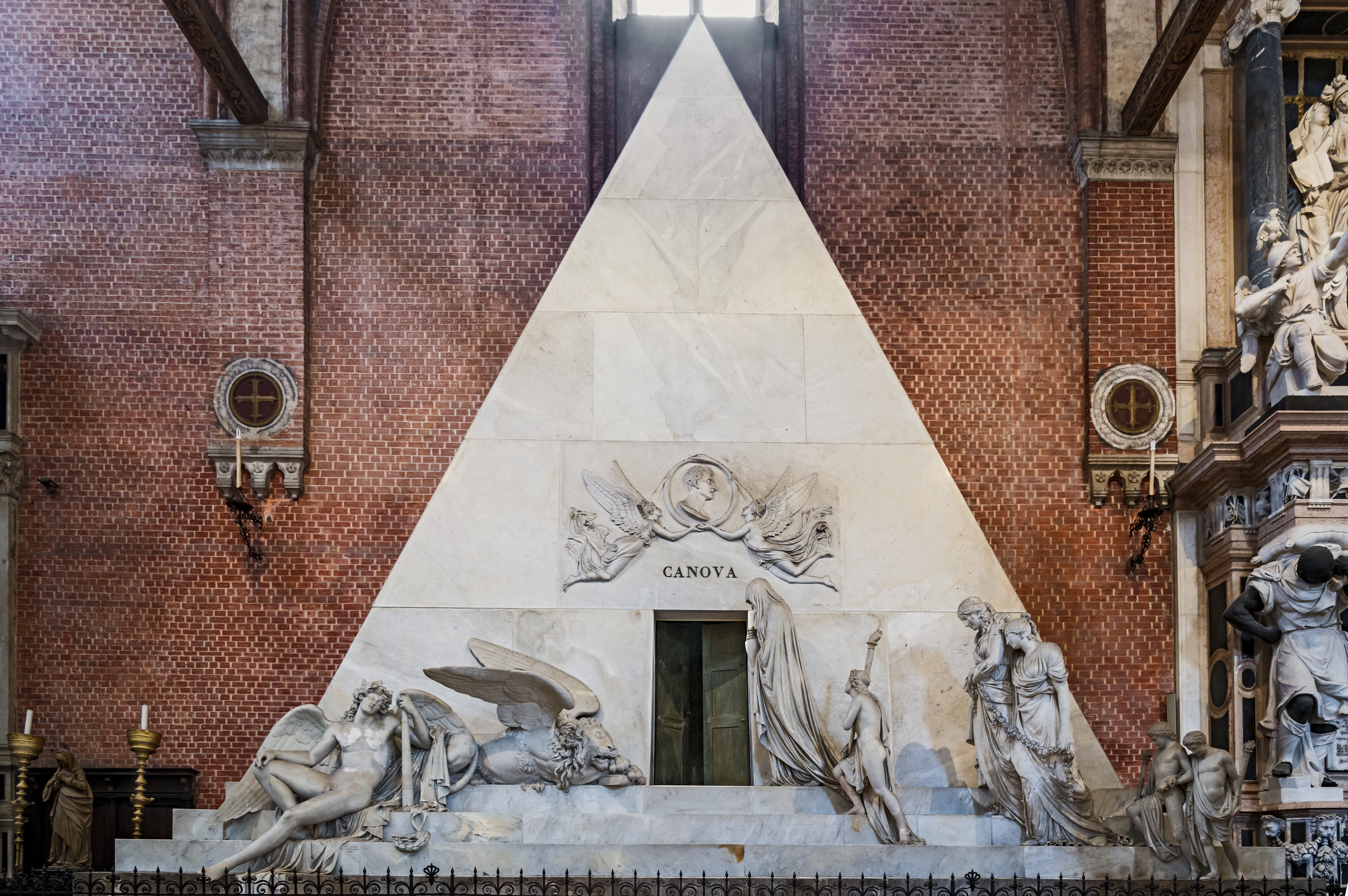
Grabmal Canovas in der Frarikirche, links der Genius de Fabris'

- 1811 Statue des Hl. Napoleone aufgestellt auf einer Fiale des Mailänder Doms.
- 1816–18 Relief der Hochzeit Alexanders mit Roxane auf einer Vase, Hochzeitsgeschenk der venezianischen Provinzen an Kaiser  Franz II.
- 1817 Büste des Gian Giorgio Trissino,
- 1821 Grabmal des Ugolino Marinelli-Galilei, in San Giovanni dei Fiorentini, Rom
- 1824 Grabmal der Gräfin Tomati-Robilanti in Sant’Andrea della Valle, Rom
- 1824 Genius am Grabmal Canovas, Frarikirche, Venedig
- 1836 Grabdenkmal für Papst Leo XII., Petersdom
- 1838–40 Kolossalstatue des Hl. Petrus , Petersplatz, Rom
- 1845 Grabmal für Andrea Palladio,  1845, Cimetiero Monumentale, Vicenza
- 1845 Grabdenkmal für Torquato Tasso, Sant’Onofrio al Gianicolo, Rom